# Freimersheim
Freimersheim là một đô thị thuộc huyện Alzey-Worms, bang Rheinland-Pfalz, nước Đức. Đô thị Freimersheim có diện tích 6,4 km². Trong quá khứ, đô thị này có nhiều tên gọi khác nhau: Frimersheim (763), Frigmersheim (770), Freimaresheim (790), Vreimersheim (1263), Frimirsheim (1281), Freysenn (1294), Frymersheim (1303), Freymershaim (1337). Cuối thế kỷ 18, tên gọi là Freimersheim hinter der Warte để phân biệt với Framersheim.